# Marek Edelman
Marek Edelman  (31 de diciembre de 1922 - 2 de octubre de 2009) fue un activista político y social judío polaco, cardiólogo de profesión, conocido por su papel en el levantamiento del Gueto de Varsovia, durante la Segunda Guerra Mundial.
Edelman nació en Gómel, hoy en día parte de Bielorrusia y posteriormente se mudó con sus padres a Varsovia. En 1939, Alemania invadió Polonia, por lo que el nivel de vida de los judíos se deterioró rápidamente. En 1942, se convirtió en líder juvenil del Bund (Unión General Laboral Judía), ayudando también a formar la Organización Judía de Combate (Żydowska Organizacja Bojowa o ŻOB).
Edelman participó como dirigente en el levantamiento del gueto de Varsovia entre mayo y abril de 1943, luego tomó el control completo del ŻOB, cuando su comandante en jefe Mordechai Anielewicz se suicidó junto con otros líderes para evitar ser detenidos por los nazis. Edelman logró escapar de la destrucción del gueto de Varsovia pese a que falló la ayuda prometida por el Armia Krajowa, el Ejército Territorial polaco. En el verano de 1944, tomó parte en el levantamiento de Varsovia, que también fracasó.
Al finalizar la guerra, Edelman estudió medicina en Łódź. En 1976, se unió al Comité de Defensa de los Obreros, cuyo objetivo era prestar ayuda legal a los obreros que habían participado en la huelga que tuvo lugar ese mismo año, y que eran perseguidos por las autoridades. Luego se unió al sindicato antigubernamental Solidaridad. Durante el período de la ley Marcial en Polonia, Edelman fue arrestado. En 1989, participó en las negociaciones entre el Gobierno y Solidaridad. Ese mismo año se convirtió en miembro del Sejm hasta 1993. El 17 de abril de 1998, Marek Edelman recibió la mayor condecoración de Polonia, al ser nombrado caballero de la Orden del Águila Blanca.

## Vida posterior
La educación hospitalaria de Edelman había resultado invaluable en el gueto de Varsovia. Después de la Segunda Guerra Mundial, estudió en la Escuela de Medicina de Łódź y se convirtió en un destacado cardiólogo que inventó una operación original para salvar vidas. En 1948, Edelman se opuso activamente a la incorporación del Bund al Partido Obrero Unificado Polaco (el partido comunista de Polonia), lo que llevó al gobierno de la República Popular de Polonia a disolver la organización. En 1976, se convirtió en activista del Comité de Defensa de los Obreros (Komitet Obrony Robotników) y más tarde del sindicato Solidaridad. Edelman denunció públicamente el racismo y promovió los derechos humanos.
En 1981, cuando el general Wojciech Jaruzelski declaró la ley marcial, Edelman fue internado por el gobierno. En 1983, se negó a participar en las celebraciones oficiales del 40 aniversario del Levantamiento del Gueto de Varsovia patrocinado por el gobierno comunista de Polonia, creyendo que esto "sería un acto de cinismo y desprecio" en un país" donde la vida social está dominada por la humillación y la coerción". En cambio, caminó con amigos a la calle donde se encontraba el búnker de Mordechai Anielewicz. Edelman participó en las Mesas Redondas como consultor de Solidaridad en política de salud.
En la República de Polonia poscomunista, Edelman fue miembro de varios partidos liberales de centro: el Movimiento de Ciudadanos para la Acción Democrática, la Unión Democrática, la Unión de la Libertad y el Partido Democrático-demokraci.pl. Apoyó el bombardeo de Yugoslavia por parte de la OTAN en 1999, así como la guerra de Irak en 2003, las cuales vio como ejemplos de la democracia estadounidense salvando a los países del fascismo nuevamente.
Como Senador designado de la República, prestó apoyo público a iniciativas antifascistas y a organizaciones que combatían el antisemitismo. En 1993, acompañó un convoy de mercancías a la ciudad de Sarajevo mientras la ciudad estaba sitiada. Edelman condenó enérgicamente la indiferencia internacional durante el Genocidio de Bosnia a principios de la década de 1990, calificándolo de vergüenza para el resto de Europa y de "una victoria retrasada de Hitler, una victoria desde la tumba". 
El 17 de abril de 1998, Edelman recibió la más alta condecoración de Polonia, la Orden del Águila Blanca. También recibió la Legión de Honor francesa. 
Edelman fue un antisionista de toda la vida. En una entrevista de 1985, dijo que el sionismo era una "causa perdida" y cuestionó la viabilidad de Israel. Permaneció firmemente polaco, negándose a emigrar a Israel. 
En su vejez, habló en defensa del pueblo palestino, ya que sentía que la autodefensa judía por la que había luchado estaba en peligro de cruzar la línea hacia la opresión. En agosto de 2002, escribió una carta abierta a los líderes de la resistencia palestina. Aunque la carta criticaba los ataques suicidas palestinos, su tono enfureció al gobierno y la prensa israelíes. Según el difunto escritor y activista británico Paul Foot, "Escribió [la carta] con el espíritu de solidaridad de un compañero luchador de la resistencia, como exlíder de un levantamiento judío no muy diferente en desesperación al levantamiento palestino en los territorios ocupados. "Dirigió su carta todos los 'líderes de las organizaciones militares, paramilitares y guerrilleras palestinas, a todos los soldados de los grupos militantes palestinos'". 
Moshe Arens, ex-Ministro de Defensa y Ministro de Relaciones Exteriores de Israel, visitó Edelman en Varsovia en 2005 para discutir el Levantamiento del Gueto de Varsovia. Arens admiraba a Edelman y trató sin éxito de obtener el reconocimiento oficial israelí para él. Tras la muerte de Edelman, Arens recordó en Haaretz :
"Muchos de los supervivientes del levantamiento que se asentaron en Israel no podían perdonar a Edelman por sus frecuentes críticas a Israel. Cuando, a mi regreso de Varsovia, traté de convencer a varias universidades israelíes de que otorgaran a Edelman un doctorado honoris causa en reconocimiento a su papel en el levantamiento del gueto de Varsovia, me encontré con una obstinada oposición encabezada por historiadores del Holocausto en Israel. Había recibido el más alto honor de Polonia, y en la 65ª conmemoración del levantamiento del gueto de Varsovia se le otorgó la medalla de la Legión de Honor francesa. Murió sin haber recibido el reconocimiento de Israel que tanto merecía". — Moshé Arens

## Vida familiar
Marek Edelman estuvo casado con Alina Margolis-Edelman (1922–2008). Tuvieron dos hijos, Aleksander y Anna. Cuando su esposa e hijos emigraron de Polonia a Francia a raíz de las acciones antisemitas de las autoridades comunistas polacas en 1968, Edelman decidió quedarse en Łódź. "Alguien tenía que quedarse aquí con todos los que perecieron aquí, después de todo". Publicó sus memorias, que han sido traducidas a seis idiomas. Cada mes de abril depositaba flores en Varsovia para aquellos con los que había servido en el Levantamiento del Gueto de Varsovia. La esposa de Edelman, Alina, también sobreviviente del gueto de Varsovia, murió en 2008. Les sobrevivieron su hijo y su hija. 

## Referencias

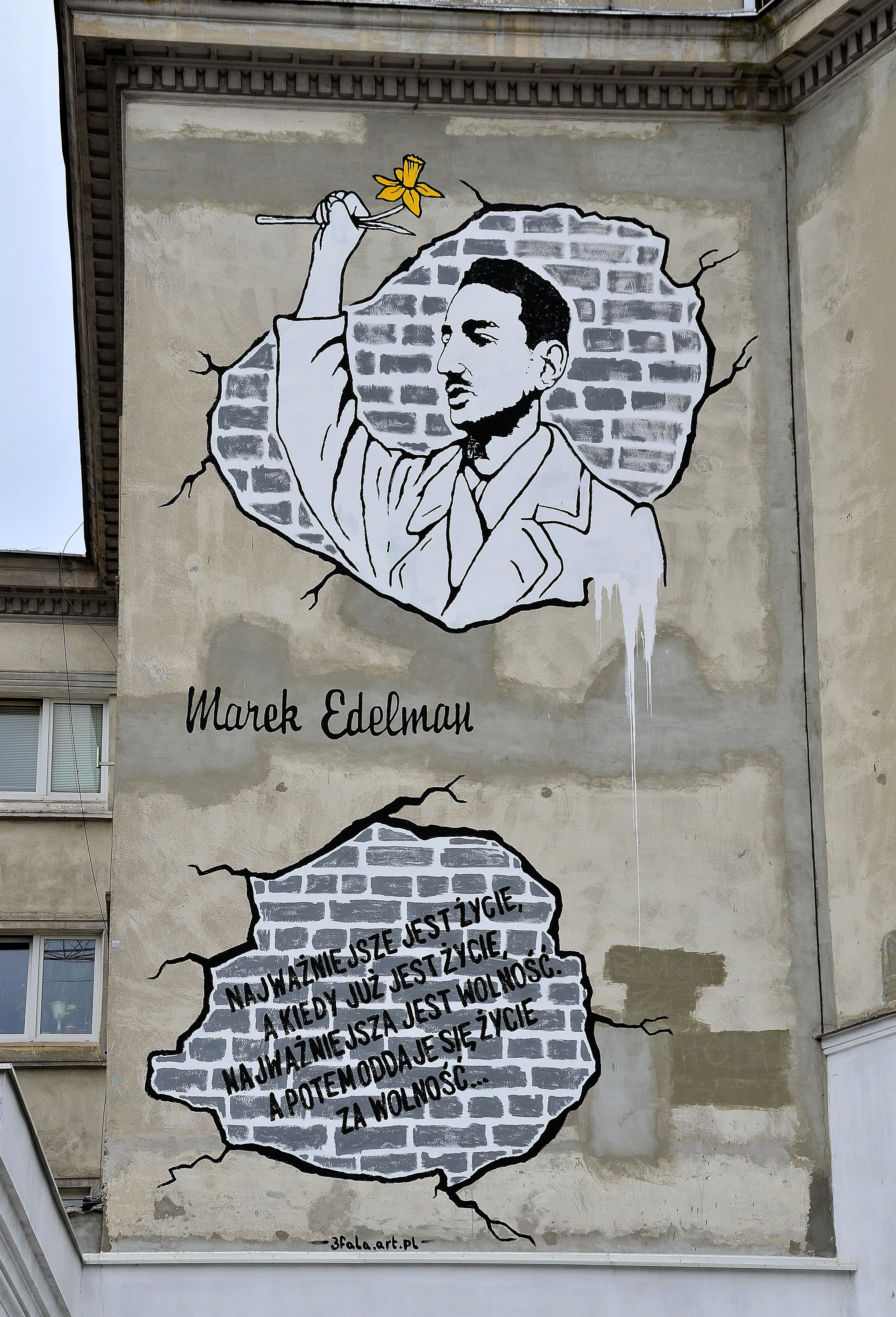
Mural con la imagen de Marek Edelman